# Asystasia albiflora
Asystasia albiflora là một loài thực vật có hoa trong họ Ô rô. Loài này được Ensermu mô tả khoa học đầu tiên năm 1998.